# حشره‌خوار درختی گلگون
حشره‌خوار درختی گلگون(نام علمی: Tupaia splendidula) نام یک گونه از تیره حشره‌خوار درختی سنجابی است.